# Mega Zone
Mega Zone is een overhead shoot 'em up arcadespel dat in 1983 werd uitgegeven door Konami. Mega Zone lijkt op Xevious, maar verschilt in het feit dat spelers in Mega Zone op bepaalde punten kunnen kiezen of ze links- of rechtsaf willen gaan, waar dit in Xevious niet mogelijk is.

## Wereldrecord
Yashiro Oda heeft op dit moment het wereldrecord van het spel in handen met 2.228.650 punten.